# Лемур варі
Лемур варі, чорно-білий варі, строкатий варі (Varecia variegata) — вид тварин родини Лемурові (Lemuridae).

## Назва
В англійській мові відомий під назвою «чорно-білий гривастий лемур» англ. black-and-white ruffed lemur.

## Опис
Має виразне чорно-біле хутро. Досягає в довжину 100-120 см і важить близько 3-4 кг. У неволі живуть до 36 років.

## Спосіб життя
Активні протягом дня. Харчуються фруктами, насінням, комахами, нектаром та квітами. Утворюються складну соціальну структуру з домінуванням самиць у харчуванні та сутичках між членами групи. Діти ростуть у гнізді, висланому шерстю, яке охороняють їхні батьки. Звичайно народжуються двійні. Маленькі варі пересуваються разом з матір'ю, міцно вхопившись за її смух. Мають розвинуту систему комунікації галасливими вигуками.

## Поширення та середовище існування
Проводять основний час у кронах дерев тропічних лісів Мадагаскару.